# Eleição municipal de Canoas em 1985
A eleição municipal de Canoas em 1985 ocorreu em 15 de novembro do mesmo ano. O prefeito à época era Francisco Biazus (PDS) que terminaria seu mandato em 1 de janeiro do ano seguinte. Foi eleito o novo prefeito Carlos Giacomazzi (PMDB), derrotando Francisco Dequi (PDT).

## Resultado da eleição para prefeito

### Primeiro turno
| Candidatos a prefeito    | Número | Votação |
| ------------------------ | ------ | ------- |
| Carlos Giacomazzi (PMDB) | 15     | 45.248  |
| Francisco Dequi (PDT)    | 12     | 39.201  |
| Jairo Jorge (PT)         | 13     | 9.060   |
| Hélio Rosa (PDS)         | 11     | 8.674   |
| Odilon Ribeiro (PFL)     | 25     | 1.529   |

| Partido | Partido | Candidato         | Votos   | Votos (%) |
| ------- | ------- | ----------------- | ------- | --------- |
|         | PMDB    | Carlos Giacomazzi | 45 248  | 43,63%    |
|         | PDT     | Francisco Dequi   | 39 201  | 37,8%     |
|         | PT      | Jairo Jorge       | 9 060   | 8,74%     |
|         | PDS     | Hélio Rosa        | 8 674   | 8,36%     |
|         | PFL     | Odilon Ribeiro    | 1 529   | 1,47%     |
| Totais  | Totais  | Totais            | 103 712 |           |